# John Compton
John Compton, född 29 april 1925 i Canouan, Saint Vincent och Grenadinerna, död 7 september 2007 i Castries, var Saint Lucias premiärminister 1979, 1982-1996 samt från 2006 till sin död.